# 楊運昌
楊運昌，字子立，號厚齋，河南河內縣人。清初政治人物。

## 生平
楊運昌於順治三年（1646年）中式丙戌科三甲進士。選庶吉士，散館授弘文院檢討。順治十四年，任禮部侍郎。康熙四年，任工部右侍郎。康熙七年，任工部左侍郎。